# Perlaggen
Perlaggen eller Perlåggen är ett regionalt kortspel som spelas i Tyrolen i västra Österrike och norra Italien. Det blev 2016 det första kortspelet som togs med i UNESCO:s lista över det immateriella kulturarvet.
Perlaggen spelas med en tysk kortlek, där man istället för de vanliga färgerna klöver, spader, hjärter och ruter har ”färgerna” ekollon, löv, hjärtan och bjällror. Kortleken består av 33 kort och har valörerna motsvarande ess ner till sju i alla färger och dessutom sexan i bjällror (som motsvarar ruter sex i den vanliga kortleken).
Man spelar på fyra spelare uppdelade i två par. Varje spelare tilldelas fem kort. Nästa kort slås upp och anger trumf. Spelet går ut på att göra så kallade figurer. Det finns tre figurer: gleich, som innebär att ha minst två kort av samma valör på handen, hanger, som innebär att ha minst två på varandra följande valörer i en färg, och spel, som innebär att ta minst tre av de fem sticken. Spelarna kan under spelets gång slå vad på varje sådan figur och tvinga motparten att antingen ge upp figuren eller höja poängvärdet av figuren. Den part som tvingar motparten att ge upp en figur eller som har högst rankad figur vid visningen vinner figuren.
Spelet får sin speciella karaktär av att vissa kort – så kallade perlaggen – fungerar som ett slags jokrar och namnges av spelaren när de spelas till ett stick, vilket innebär spelaren anger vilket kort i leken det faktiskt skall representera. Detta blir ofta en avvägning mellan stickkraft och möjligheten att förbättra en gleich eller hanger.